# نغاسانيا إيلونغو
نغاسانيا صدام إيلونغو (بالفرنسية: Ilongo Ngansania)‏ (مواليد 8 أغسطس 1984 في كينشاسا) لاعب كرة قدم كونغولي ديمقراطي دولي يجيد اللعب في خط الهجوم . يلعب حاليا لصالح نادي ملادا بوليسلاف التشيكي منذ سنة 2006 .

## روابط خارجية
- نغاسانيا إيلونغو على موقع قاعدة بيانات كرة القدم.إي يو (الإنجليزية)
- نغاسانيا إيلونغو على موقع ناشيونال فوتبول تيمز (الإنجليزية)
- نغاسانيا إيلونغو على موقع Soccerway.com (الإنجليزية)
- نغاسانيا إيلونغو على موقع عالم كرة القدم.نت (الإنجليزية)